# Jämtland
Jämtland (phát âm tiếng Thụy Điển: [ˈjɛmtˌlanː] ⓘ) (Latin: Iemtia) hoặc Jamtland (/ˈjamtˌlanː/) là một trong những tỉnh truyền thống của Thụy Điển (landskap), ở trung tâm của Thụy Điển ở Bắc Âu. Tỉnh này giáp giới với Härjedalen và Medelpad ở phía nam, Ångermanland ở phía đông, Lapland ở phía bắc và Trøndelag và Na Uy ở phía tây. Jämtland có diện tích 34.009 km vuông, chiếm 8,3% tổng diện tích của Thụy Điển và là tỉnh lớn thứ hai ở Thụy Điển. Nó có dân số 112.717 người, phần lớn sống ở Storsjöbygden, khu vực xung quanh hồ Storsjön. Östersund là thành phố duy nhất Jämtland và là thành phố đông dân thứ 24 ở Thụy Điển.
Cũng giống như các tỉnh của Thuỵ Điển hiện nay không còn chức năng hành chính. 